# بلنغي (شبانكارة)
بلنغي (بالفارسية: پلنگی) هي قرية تقع في إيران في قسم شبانكارة الريفي. يقدر عدد سكانها بـ 579 نسمة بحسب إحصاء 2016.